# 拉克斯山麓赖谢瑙
拉克斯山麓赖谢瑙（德語：Reichenau an der Rax）是奥地利下奥地利州诺因基兴县的一个市镇。总面积89.5平方公里，总人口2736人，人口密度30.6人/平方公里（1-1-2010年）。